# Ulf Göransson
Ulf Inge Göran Göransson, född 22 juni 1948, död 2 februari 2016 i Sofia församling i Stockholm, var en svensk socialdemokratisk politiker och ämbetsman. 
Göransson var statssekreterare i Finansdepartementet 1985–1990 och generaldirektör för Arbetsgivarverket 1991–1996. Göransson blev därefter rektor på Polishögskolan i Solna. När Europeiska polisakademin (Cepol) inrättades i Bramshill i Storbritannien 2001 blev Göransson dess första administrative direktör. I samband med att Cepol upphöjdes till en EU-myndighet 2006 blev Göransson dess första direktör. 
Göransson studerade statsvetenskap, nationalekonomi, sociologi och statistik på Göteborgs universitet. 1968 var Ulf Göransson ordförande för Sveriges Elevers Centralorganisation - SECO och åren 1971-1974 ordförande för Saco studentråd. Han är gravsatt i minneslunden på Katarina kyrkogård i Stockholm.